# エア・インディアFC
エア・インディアフットボールクラブ（Air India FC）は、インドのサッカーリーグ・Iリーグに在籍するエア・インディアの企業サッカー部である。

## 概要
1952年にムンバイで設立されたインドサッカーの古豪。1980年代は2部リーグに低迷するも1995年にIリーグの前身となる全国サッカーリーグ（NFL）1部に昇格。1997年のリーグ戦で6位（最下位）となり、1998年は一度2部へ降格するが、1年で1部に復帰。その後スポンサーのエア・インディアが経営難となり存続が厳しくなり選手補強も乏しくなって2001年に再び2部降格するが、2005年に1部昇格を果たした。

## 歴代所属選手
- 近江孝行 2011-2012
- ジャグロープ・シン 2012-2013